# Xaltocán
Xaltocán se encuentra en la delegación Xochimilco, en el Distrito Federal (Ciudad de México). Al parecer, su nombre es “Xaltozán” que significa ‘lugar de tuzas y arena’. Durante el siglo XVI, la población del barrio la Candelaria de Xaltozan desapareció en 1576 a consecuencia de la epidemia de “cocoliztle”. Xaltocán es sede del Santuario de la Virgen de los Dolores. Es una construcción en planta de cruz latina y al parecer es la única de este tipo en Xochimilco.
Fray Agustín de Vetancurt en la Chronica de la provincia del Santo Evangelio de México. Quarta parte del teatro mexicano de los sucesos religiosos,  señalaba que había dos ermitas del barrio de Xaltocán: una bajo la advocación del Nombre de Jesús y la otra de la Candelaria. Al parecer una de las dos cambió de advocación para ser de los Dolores de María. Hay versiones encontradas sobre la fundación de la iglesia de la Virgen de los Dolores. Una leyenda cuenta que, en la segunda mitad del siglo XVIII, en un mesón de Xaltocán, vivía una anciana llamada María Juana Xochpan. Tenía una escultura de la Virgen de los Dolores, tallada por artesanos indígenas en el convento de San Bernardino de Siena. "Un día fue al mercado y antes de salir se dice que encerró a su guajolota debajo de un cesto, encima del cual puso la escultura de la Dolorosa para impedir que se escapara el animal. Al regresar al mesón, fue muy grande su sorpresa al encontrar en su lugar una iglesia", y ahí encontró la imagen de la Virgen. 
Los habitantes de este barrio son conocidos como “los chiquihuiteros”, porque la Virgen está sentada sobre un chiquihuite.
En otras fuentes se menciona que los santos patronos eran el Dulce Nombre de Jesús y la Virgen de la Candelaria. Sin embargo, hacia la segunda mitad del siglo XVIII con el milagro de la renovación de la imagen de la Virgen de los Dolores, hubo un cambio en la advocación. 
Las fiestas de Xaltocán se celebran dos domingos antes del miércoles de ceniza. Son muy famosas porque duran una semana completa.
En la víspera de las fiestas, los barrios y pueblos vecinos organizan peregrinaciones a Xaltocán para acudir al Santuario de la Virgen de los Dolores. Ahí, los “huehuenches”, hombres disfrazados de mujer, o de monstruos o de personajes populares y figuras de cartón, danzan y gritan en procesión al ritmo de la música de banda, entre peregrinos, fuegos artificiales e imágenes de santos de las distintas mayordomías visitantes. 
El Instituto Nacional de Antropología e Historia declaró la iglesia de la Virgen de los Dolores como Monumento Nacional en 1932. El 24 de septiembre de 1951, el Arzobispo de Tulancingo, Darío Miranda, le concedió el nombre de “Santuario de Nuestra Señora de los Dolores de Xaltocán”.